# Bứa lằn đen
Bứa lằn đen hay bứa đen (danh pháp: Garcinia nigrolineata) là một loài thực vật có hoa trong họ Bứa. Loài này được Planch. ex T.Anderson mô tả khoa học đầu tiên năm 1874.